# Непобедимый всадник в маске
«Непобедимый всадник в маске» другое название «Террор чёрной маски» (итал. L'invincibile cavaliere mascherato) — итальянский приключенческий фильм 1963 года режиссёра Умберто Ленци, снятый на студиях «Romana Film» и «Socete Nouvelle de Cinematographie.
»
Экранизация романа Джонстона Маккалли, «литературного отца» Зорро.
Премьера фильма состоялась 29 марта 1963 года.

## Сюжет
Костюмированный фильм, действие которого происходит в Испании XVII века, пересказывает легенду о Зорро.
Действие фильма происходит в Испании около 1670 года. Злой преступник дон Луис убивает экономку и укрывается в своем замке, чтобы избежать заражения чумой. Он намеревается выдать свою подопечную Карменситу замуж за своего пасынка дона Диего. Крестьянский бунт, подпитываемый эпидемией чумы, усложняет ситуацию. В это время появляется Мститель в маске, который берёт на себя защиту бедняков от Дона Луиса. Пасынок дона Луиса тоже прибывает после долгого отсутствия.

## В ролях
- Пьер Брис — Дон Диего Моралес
- Даниэле Варгас — Дон Луис
- Элен Шанель — Карменсита
- Массимо Серато — Дон Родриго
- Гизелла Арден — Мария
- Альдо Буфи Ланди — Франциско
- Карло Латимер — Табука
- Нерио Бернарди — Дон Гомес
- Романо Джини — Маурилио
- Туллио Альтамура — доктор Бернаринис
- Гвидо Челано — доктор Агилера
- Нелло Паццафини — Алонзо
- Нандо Гаццоло — Дон Родриго